# Marais salants de Guérande, traicts du Croisic, dunes de Pen Bron
Marais salants de Guérande, traicts du Croisic, dunes de Pen Bron este o arie protejată (arie de protecție specială avifaunistică — SPA) din Franța întinsă pe o suprafață de 3.622 ha, din care 35 % marine.

## Localizare
Centrul sitului Marais salants de Guérande, traicts du Croisic, dunes de Pen Bron este situat la coordonatele 47°18′03″N 2°28′33″W / 47.30083°N 2.47583°V.

## Înființare
Situl Marais salants de Guérande, traicts du Croisic, dunes de Pen Bron a fost declarat arie de protecție specială avifaunistică în baza directivei 79/409 din 1979 referitoare la conservarea păsărilor sălbatice pentru a proteja 78 de specii de animale.

## Biodiversitate
Situată în ecoregiunea atlantică, aria protejată nu include niciun habitat protejat.
La baza desemnării sitului se află mai multe specii protejate de  păsări (78): pitulice de apă (Acrocephalus paludicola), rață sulițar (Anas acuta), rață pitică (Anas crecca), rață fluierătoare (Anas penelope), fâsă-de-câmp (Anthus campestris), stârc cenușiu (Ardea cinerea), stârc roșu (Ardea purpurea), pietruș (Arenaria interpres), ciuf de câmp (Asio flammeus), Aythya marila, buhai de baltă (Botaurus stellaris), Branta bernicla, Bucephala clangula, Calidris alba, fugaci de țărm (Calidris alpina), fugaci roșcat (Calidris ferruginea), prundăraș de sărătură (Charadrius alexandrinus),  prundaș gulerat mic (Charadrius dubius), prundaș gulerat mare (Charadrius hiaticula), Charadrius morinellus, chirighiță-cu-obraz-alb (Chlidonias hybridus), chirighiță neagră (Chlidonias niger), barză albă (Ciconia ciconia), barză neagră (Ciconia nigra), erete de stuf (Circus aeruginosus), erete vânăt (Circus cyaneus), Clangula hyemalis, ciocănitoare neagră (Dryocopus martius), egretă albă (Egretta alba), egretă mică (Egretta garzetta), șoim de iarnă (Falco columbarius), șoim călător (Falco peregrinus), cufundar polar (Gavia arctica), cufundar mare (Gavia immer), cufundar mic (Gavia stellata), scoicar (Haematopus ostralegus), piciorong (Himantopus himantopus), Hydrobates pelagicus, sfrâncioc roșiatic (Lanius collurio), Larus argentatus, pescăruș negricios (Larus fuscus), Larus marinus, pescăruș-cu-cap-negru (Larus melanocephalus), Larus sabini, sitar de mal nordic (Limosa lapponica), sitar de mâl (Limosa limosa), gușă albastră (Luscinia svecica), rață catifelată (Melanitta fusca), rață neagră (Melanitta nigra), gaia neagră (Milvus migrans), culic mare (Numenius arquata), Numenius phaeopus, Oceanodroma leucorhoa, vultur pescar (Pandion haliaetus), Phalacrocorax aristotelis, notatița cu ciocul subțire (Phalaropus lobatus), bătăuș (Philomachus pugnax), lopătar (Platalea leucorodia), ploier auriu (Pluvialis apricaria), ploier argintiu (Pluvialis squatarola), corcodel-urechiat (Podiceps auritus), corcodel-cu-gât-roșu (Podiceps grisegena), corcodel-cu-gât-negru (Podiceps nigricollis), Puffinus puffinus mauretanicus, cristei de baltă (Rallus aquaticus), ciocântors (Recurvirostra avosetta), chiră mică (Sterna albifrons), Sterna dougallii, chiră de baltă (Sterna hirundo), Sterna paradisaea, chiră de mare (Sterna sandvicensis), călifar alb (Tadorna tadorna), fluierar negru (Tringa erythropus), fluierar de mlaștină (Tringa glareola), fluierar cu picioare verzi (Tringa nebularia), fluierarul de zăvoi (Tringa ochropus), fluierarul cu picioare roșii (Tringa totanus), nagâț (Vanellus vanellus).
Pe lângă speciile protejate, pe teritoriul sitului au mai fost identificate 8 specii de păsări.